# هربرت فن پیترزدوف
هربرت فن پیترزدوف (آلمانی: Herbert von Petersdorff؛ ۲ ژانویه ۱۸۸۲ – ۱۶ ژانویه ۱۹۱۷) یک شناگر و بازیکن واترپلو اهل امپراتوری آلمان بود.
از افتخارات وی میتوان به کسب مدال طلا ۲۰۰ متر تیمی در بازی‌های المپیک تابستانی ۱۹۰۰ اشاره کرد.